# Юдолии
Юдолии (лат. Judolia) — род жесткокрылых насекомых из семейства усачей. 

## Описание
Имаго данного рода имеют следующие характерные черты:
- тело немного удлинённое;
- на основании переднеспинки нет отчётливых вдавлений;
- надкрылья удлинённые, немного сдавленные.

## Виды
- †Judolia antecurrens (Wickham, 1913)
- Judolia cerambyciformis (Schrank, 1781)
- Judolia cometes (Bates, 1884)
- Judolia cordifera (Olivier, 1795)
- Judolia erratica (Dalman, 1817)
- Judolia gaurotoides (Casey, 1893)
- Judolia impura (LeConte, 1857)
- Judolia instabilis (Haldeman, 1847)
- Judolia japonica (Tamanuki, 1942)
- Judolia longipes (Gebler, 1832)
- Judolia montivagans (Couper, 1864)
- Judolia orthotricha Plavilstshikov, 1936
- Judolia quadrata (LeConte, 1873)
- Judolia scapularis (Van Dyke, 1920)
- Judolia sexmaculata (Linnaeus, 1758)
- Judolia sexspilota (LeConte, 1859)
- Judolia swainei (Hopping, 1922)